# 藤枝氏秋
藤枝 氏秋（ふじえだ うじあき、生年不詳 - 永禄3年5月19日（1560年6月12日））は、戦国時代の武将。通称伊賀守。

## 略歴
今川義元の家臣。永禄3年（1560年）5月19日、桶狭間の戦いにおいて本隊の前備侍大将を務めた 。同日、織田信長隊の攻撃を受け討死。